# Бульвар Ігоря Шамо
Бульва́р Ігоря Шамо — бульвар у Дніпровському районі міста Києва, житловий масив Русанівка. Пролягає від вулиці Ентузіастів (двічі, утворюючи хорду). На півдні бульвар пішохідним мостом сполучається з проспектом Соборності, на півночі — пішохідним мостом з вулицями Ованеса Туманяна та Флоренції.
Прилучається Русанівський бульвар.

## Історія
Бульвар виник у 60-х роках XX століття під назвою 2-га Нова вулиця. З 1964 року отримав назву бульвар Олексія Давидова, на честь голови Київського міськвиконкому Олексія Давидова.
Давидов зіграв свою роль у Куренівській трагедії: прийняв остаточне рішення щодо складування невиробничих земляних порід у відроги Бабиного Яру, ніяк не зважаючи на застереження про фатальні наслідки. Кияни не схвалювали цього рішення, не могли пробачити Давидову Куренівську трагедію. За розповідями, водії лінії трамвая, яка проходила бульваром його імені, оголошували зупинку «Бульвар Олексія Давидова» як «Бульвар Дениса Давидова» і тим самим висловлювали свій протест.
У 2011 році комісія з найменувань та пам'ятних знаків виконавчого органу Київської міської ради підтримала пропозицію перейменування бульвару у бульвар Некрасова.
У жовтні — грудні 2014 року Київська міська державна адміністрація провела громадське обговорення щодо перейменування бульвару Олексія Давидова на бульвар Віктора Некрасова, на честь Віктора Некрасова, киянина, радянського письменника і дисидента. Однак цю пропозицію не було підтримано.
Сучасна назва на честь Ігоря Шамо, українського композитора, співавтора пісні «Києве мій» — з 2016 року.

## Транспортне сполучення
Бульвар знаходиться відносно недалеко від станції метро «Лівобережна», особливо північна частина. Є вихід і з проспекту Соборності та зупинкою міського транспорту, де проїжджають багато маршрутних таксі та автобусів. Біля перетинів бульвару Ігоря Шамо з вулицею Ентузіастів знаходяться дві зупинки автобусу № 48: біля початку вулиці — «Бульвар Ігоря Шамо», а біля закінчення — «Пішохідний міст» (для уникнення повторів).

## Будівлі на бульварі
Будівлі, розташовані на бульварі Ігоря Шамо, — переважно житлові. Також тут є декілька закладів освіти, а саме: Американський англійський центр (курси англійської мови), дитсадок санаторного типу для дітей із затримкою розвитку мовлення, середній загальноосвітній заклад, дитсадок «Русанівка», Русанівський ліцей, НВК № 141 «ОРТ» м. Києва, бібліотека ім. Лесі Українки. З інших будівель можна виділити клуб «Дружба», творчий центр «Антошка», салони краси, адвокатські установи, банкомати різних банків. Неподалік, але не безпосередньо на бульварі, розташовані деякі аптеки, поліклініки, інші навчальні заклади. Також недалеко від бульвару до готелю «Славутич», кінотеатру «Краків», торгових центрів, розташованих на Русанівській набережній. Серед того, що не належить до будівель, тут є паркова алея, яка простягається вздовж бульвару, бювети.

## Галерея

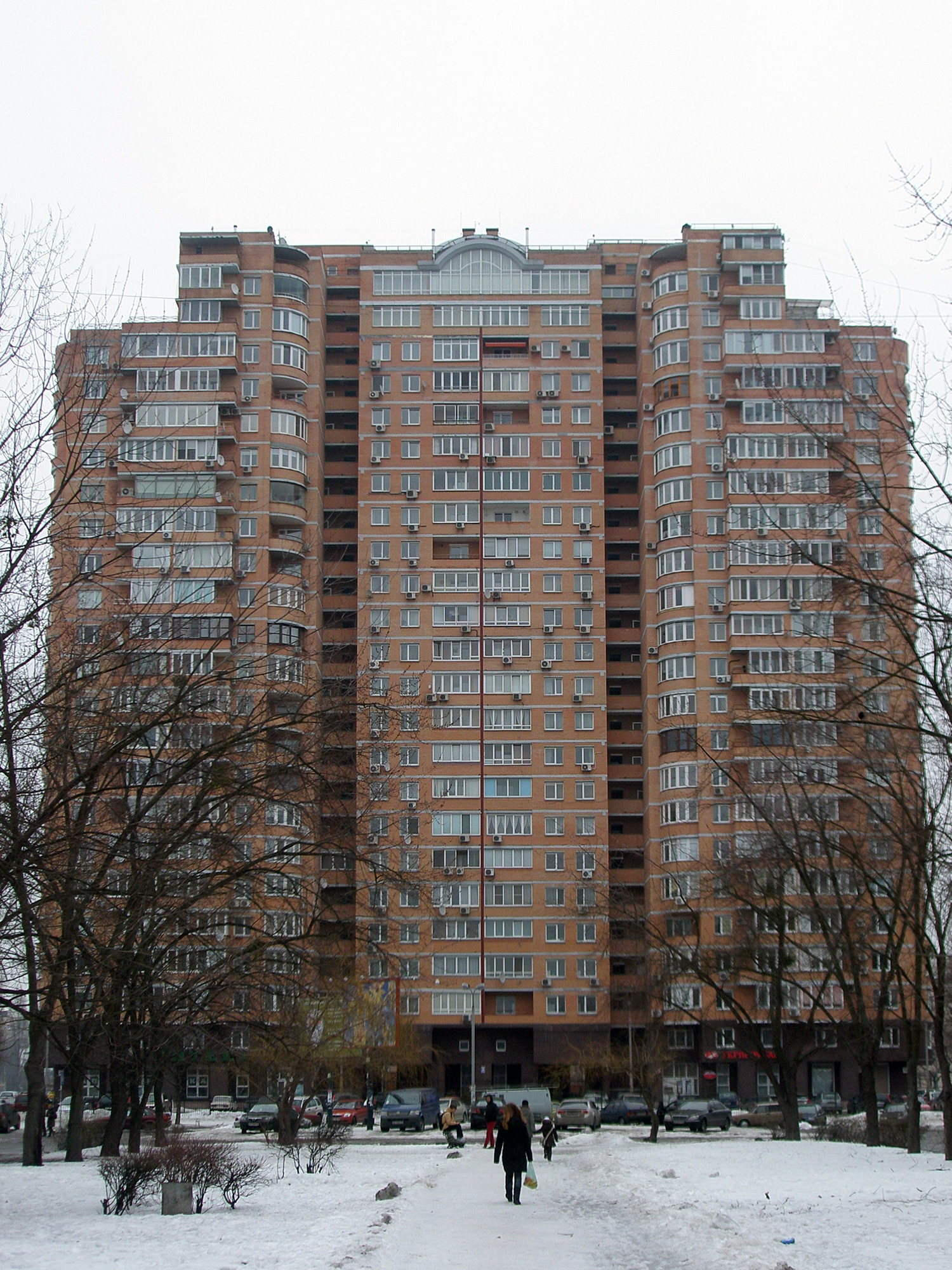
№ 12, 2002–2004 — найвищий будинок
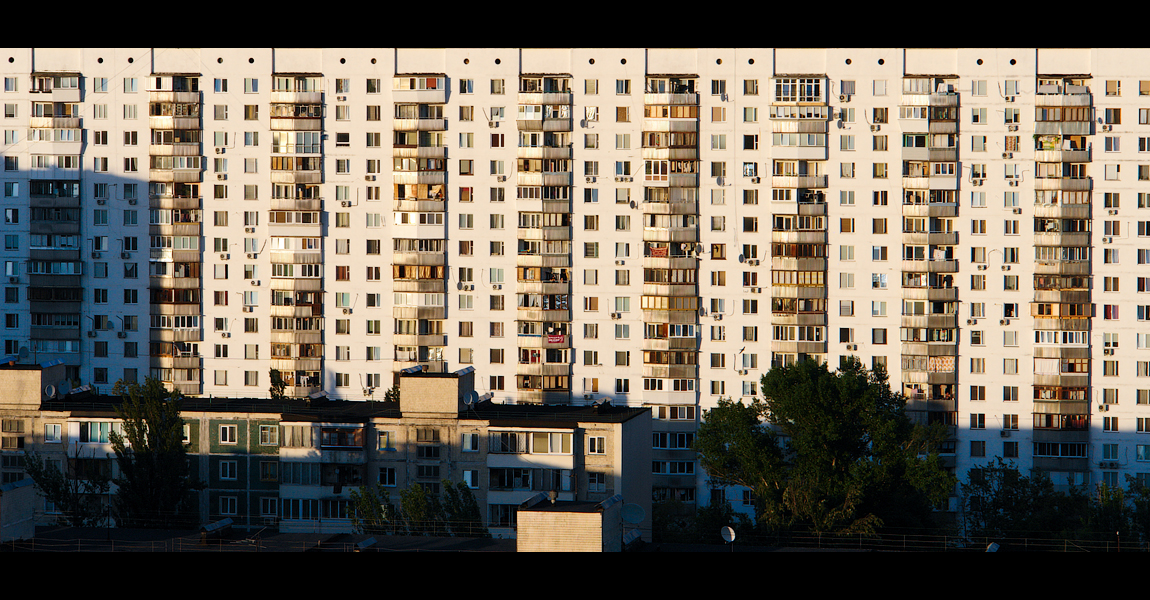
Будинок № 14, в якому жив генерал Василь Крючонкін